# Dipartimento di Chimaltenango
Il dipartimento di Chimaltenango è uno dei 22 dipartimenti del Guatemala, il capoluogo è la città di Chimaltenango.

## Comuni
Il dipartimento di Chimaltenango conta 16 comuni:
- Acatenango
- Chimaltenango
- El Tejar
- Parramos
- Patzicía
- Patzún
- Pochuta
- San Andrés Itzapa
- San José Poaquil
- San Juan Comalapa
- San Martín Jilotepeque
- Santa Apolonia
- Santa Cruz Balanyá
- Tecpán Guatemala
- Yepocapa
- Zaragoza